# Japanagromyza howensis
Japanagromyza howensis este o specie de muște din genul Japanagromyza, familia Agromyzidae, descrisă de Spencer în anul 1977. Conform Catalogue of Life specia Japanagromyza howensis nu are subspecii cunoscute.